# Talipariti potteri
Talipariti potteri là một loài thực vật có hoa trong họ Cẩm quỳ. Loài này được (O. Deg. & Greenwell) Fryxell mô tả khoa học đầu tiên năm 2001.